# Leopoldo III d'Asburgo
Leopoldo III d'Asburgo (Vienna, 1º novembre 1351 – Sempach, 9 luglio 1386) è stato duca d'Austria dal 1365 al 1379 e duca di Carinzia e del Tirolo dal 1365 fino alla morte.

## Biografia
Figlio di Alberto II lo Sciancato, succedette nel 1365 al fratello Rodolfo IV d'Asburgo insieme all'altro fratello, Alberto III d'Asburgo. Ma i due fratelli non vollero regnare assieme, per cui nel 1379 divisero i possedimenti con il trattato di Neuberg, dando così origine alla linea albertina e alla linea leopoldina degli Asburgo. Alberto ebbe i territori dell'Austria, Leopoldo prese il Tirolo, la Stiria, la Carinzia, la Carniola, le marche sudorientali (odierna Slovenia e Istria), nonché quanto rimaneva delle terre asburgiche nella Germania meridionale ed in Svizzera.
Nel 1375 acquistò dai Montfort la contea di Feldkirch, primo pezzo del Vorarlberg che poi, entro pochi decenni, sarebbe stato venduto tutto agli Asburgo.
Nel 1379 Leopoldo ottenne il titolo di duca di Stiria.
Nel 1381, al termine della guerra di Chioggia, i Veneziani furono costretti a consegnargli Treviso e i territori circostanti. Leopoldo si fregiò dunque, utilizzandolo per la prima volta, del titolo di Marchese di Treviso (Marchio totius patriae). Il principe continuò ad utilizzarlo, ormai con valenza puramente onorifica, anche dopo la cessione della Marca al signore di Padova.
Nel 1381 Leopoldo III che era anche conte del Tirolo, conferì alla città di Bolzano lo stemma (con i colori asburgici invertiti) e un importante privilegio comunale.
Nel 1382 Leopoldo III tramite il capitano del castello di Duino Ugo VI detto Ugone, a lui fedele, riesce a far votare al Consiglio Cittadino la resa della città di Trieste sottoscrivendo un atto di dedizione al Ducato Austriaco. Volendo ampliare ulteriormente anche i possedimenti oltre il Vorarlberg, Leopoldo III ingaggiò con gli Svizzeri una lunga guerra che finì con la battaglia di Sempach, durante la quale egli stesso fu ucciso.

## Discendenza
Sposò Verde Visconti il 23 febbraio 1365 a Milano.
La coppia ebbe sei figli:
- Guglielmo I d'Asburgo, duca di Stiria, Carinzia e Tirolo (Vienna, 1370-Vienna, 15 luglio 1406), sposò Giovanna II di Napoli;
- Leopoldo IV d'Asburgo (Vienna, 1371-Vienna, 3 giugno 1411), sposò Caterina di Borgogna;
- Ernesto I d'Asburgo (Bruck an der Mur, 1377-Bruck an der Mur, 10 giugno 1424), detto anche il Ferreo duca di Stiria e Carinzia, sposò in prime nozze Margarete of Pomerania e in seconde Cimburga di Masovia;
- Federico IV d'Asburgo (1382-Innsbruck, 24 giugno 1439), detto dalle tasche vuote, sposò in prime nozze Elisabeth del Palatinato, in seconde nozze Anna di Braunschweig-Göttingen;
- Elisabetta (1378-1392);
- Caterina (1385-?), badessa nel convento di Santa Chiara a Vienna.

Altre fonti riportano anche un sesto figlio:
- Margherita[4].

La linea di successione si sviluppò con Ernesto, suo figlio Federico III d'Asburgo, e poi con il figlio di questi Massimiliano I d'Asburgo.

## Ascendenza
|                              |                   |                               | Genitori                     |  |  | Nonni |  |  | Bisnonni            |  |  | Trisnonni            |  |
|                              |                   |                               |                              |  |  |       |  |  | Rodolfo I d'Asburgo |  |  | Alberto IV il Saggio |  |
|                              |                   |                               |                              |  |  |       |  |  | Rodolfo I d'Asburgo |  |  | Alberto IV il Saggio |  |
|                              |                   | Edwige di Kyburg              |                              |  |  |       |  |  | Rodolfo I d'Asburgo |  |  |                      |  |
| Alberto I d'Asburgo          |                   |                               |                              |  |  |       |  |  | Rodolfo I d'Asburgo |  |  |                      |  |
|                              |                   | Gertrude di Hohenberg         | Burcardo V di Hohenberg      |  |  |       |  |  |                     |  |  |                      |  |
|                              |                   | Gertrude di Hohenberg         | Burcardo V di Hohenberg      |  |  |       |  |  |                     |  |  |                      |  |
|                              |                   | Gertrude di Hohenberg         | Matilde di Tubinga           |  |  |       |  |  |                     |  |  |                      |  |
| Alberto II lo Sciancato      |                   | Gertrude di Hohenberg         |                              |  |  |       |  |  |                     |  |  |                      |  |
|                              |                   | Mainardo II di Tirolo-Gorizia | Mainardo I di Tirolo-Gorizia |  |  |       |  |  |                     |  |  |                      |  |
|                              |                   | Mainardo II di Tirolo-Gorizia | Mainardo I di Tirolo-Gorizia |  |  |       |  |  |                     |  |  |                      |  |
|                              |                   | Mainardo II di Tirolo-Gorizia | Adelaide del Tirolo          |  |  |       |  |  |                     |  |  |                      |  |
| Elisabetta di Tirolo-Gorizia |                   | Mainardo II di Tirolo-Gorizia |                              |  |  |       |  |  |                     |  |  |                      |  |
|                              |                   | Elisabetta di Baviera         | Ottone II di Baviera         |  |  |       |  |  |                     |  |  |                      |  |
|                              |                   | Elisabetta di Baviera         | Ottone II di Baviera         |  |  |       |  |  |                     |  |  |                      |  |
|                              |                   | Elisabetta di Baviera         | Agnese del Palatinato        |  |  |       |  |  |                     |  |  |                      |  |
| Leopoldo III d'Asburgo       |                   | Elisabetta di Baviera         |                              |  |  |       |  |  |                     |  |  |                      |  |
|                              | Teobaldo di Pfirt | Ulrico II di Pfirt            |                              |  |  |       |  |  |                     |  |  |                      |  |
|                              | Teobaldo di Pfirt | Ulrico II di Pfirt            |                              |  |  |       |  |  |                     |  |  |                      |  |
|                              | Teobaldo di Pfirt | Agnese di Vergy               |                              |  |  |       |  |  |                     |  |  |                      |  |
| Ulrico III di Pfirt          | Teobaldo di Pfirt |                               |                              |  |  |       |  |  |                     |  |  |                      |  |
|                              |                   | Caterina di Klingen           | Walther di Klingen           |  |  |       |  |  |                     |  |  |                      |  |
|                              |                   | Caterina di Klingen           | Walther di Klingen           |  |  |       |  |  |                     |  |  |                      |  |
|                              |                   | Caterina di Klingen           | Sofia di Frohburg            |  |  |       |  |  |                     |  |  |                      |  |
| Giovanna di Pfirt            |                   | Caterina di Klingen           |                              |  |  |       |  |  |                     |  |  |                      |  |
|                              |                   | Rinaldo di Chalon             | Ugo di Chalon                |  |  |       |  |  |                     |  |  |                      |  |
|                              |                   | Rinaldo di Chalon             | Ugo di Chalon                |  |  |       |  |  |                     |  |  |                      |  |
|                              |                   | Rinaldo di Chalon             | Adelaide I di Borgogna       |  |  |       |  |  |                     |  |  |                      |  |
| Giovanna di Montbéliard      |                   | Rinaldo di Chalon             |                              |  |  |       |  |  |                     |  |  |                      |  |
|                              |                   | Guglielmina di Neuchâtel      | Amedeo I di Neuchâtel        |  |  |       |  |  |                     |  |  |                      |  |
|                              |                   | Guglielmina di Neuchâtel      | Amedeo I di Neuchâtel        |  |  |       |  |  |                     |  |  |                      |  |
|                              |                   | Guglielmina di Neuchâtel      | Giordana di La Sarraz        |  |  |       |  |  |                     |  |  |                      |  |
|                              |                   | Guglielmina di Neuchâtel      |                              |  |  |       |  |  |                     |  |  |                      |  |